# Got to Get You into My Life
Got to Get You into My Life is een lied van het schrijversduo Lennon-McCartney. Het lied is voornamelijk geschreven door Paul McCartney. Het lied is in 1966 uitgebracht op het Beatles album Revolver. Het lied is een aantal malen gecoverd door andere artiesten. Cliff Bennett and the Rebel Rousers hadden in 1966 in het Verenigd Koninkrijk een toptienhit met het nummer; in Nederland haalde hun versie de 37e plaats.

## Achtergrond
Op 28 augustus 1964 ontmoetten The Beatles in New York zanger Bob Dylan tijdens hun tournee door de Verenigde Staten. Tijdens die ontmoeting rookten The Beatles, op suggestie van Dylan, voor de eerste maal marihuana. Het gebruik van marihuana zou vanaf die tijd een grote invloed hebben op de muziek van The Beatles. Onder invloed van dit verdovende middel werd de muziek van The Beatles meer introspectief en experimenteel. Ook stopten The Beatles vanaf die tijd verwijzingen naar drugs in hun nummers. Got to Get You into My Life is hier een voorbeeld van. Paul McCartney schreef het lied als een lofzang aan marihuana. 

'Got to Get You into My Life' was one I wrote when I had first been introduced to pot. ... So [it] is really a song about that, it's not a person, it's actually about pot. It's saying, 'I'm going to do this, like someone else might write an ode to chocolate or a good claret.
— Paul McCartney (1997)

John Lennon roemde de tekst van het nummer, maar dacht dat het nummer niet over marihuana maar over de drug LSD ging. Muzikaal gezien is het lied geïnspireerd op de Motown sound van de jaren 60.

## Opnamen
De opnamen voor Got to Get You into My Life begonnen op 7 april 1966 in de Abbey Road Studios. Die dag namen The Beatles vijf takes van het nummer op. Take 5 van het nummer is te vinden op Anthology 2 en hierop is te horen dat het lied die dag behoorlijk verschilde van de definitieve versie op Revolver. Deze versie begint met een intro gespeeld door producer George Martin op orgel. Ook de liedtekst verschilt op een aantal punten van de definitieve tekst. De volgende dag namen The Beatles nog drie takes van het lied op. Op 11 april werd aan de achtste take een gitaar overdub toegevoegd.
Ruim een maand later, op 18 mei gingen de opnamen voor Got to Get You into My Life verder. McCartney had besloten dat er koperblazers mee dienden te spelen in het nummer. Die dag waren er drie trompettisten en twee saxofoonspelers aanwezig in de studio om een door George Martin en Paul McCartney gecomponeerd arrangement te spelen. McCartney speelde op de piano voor wat hij wilde dat de muzikanten speelden. Geoff Emerick, de geluidstechnicus van The Beatles, zorgde voor het kenmerkende geluid van de koperblazer op Got to Get You into My Life door de microfoons heel dicht bij de instrumenten te plaatsen. Die dag zong Paul McCartney ook de liedtekst en zongen George Harrison en John Lennon de achtergrondharmonieën. Ook werden extra gitaarpartijen opgenomen. Op 17 juni werd nog een laatste gitaarpartij aan het nummer toegevoegd.

## Credits
- Paul McCartney - zang, basgitaar
- John Lennon - gitaar, achtergrondzang
- George Harrison - gitaar, achtergrondzang
- Ringo Starr - drums, tamboerijn
- George Martin - orgel

## Andere uitvoeringen

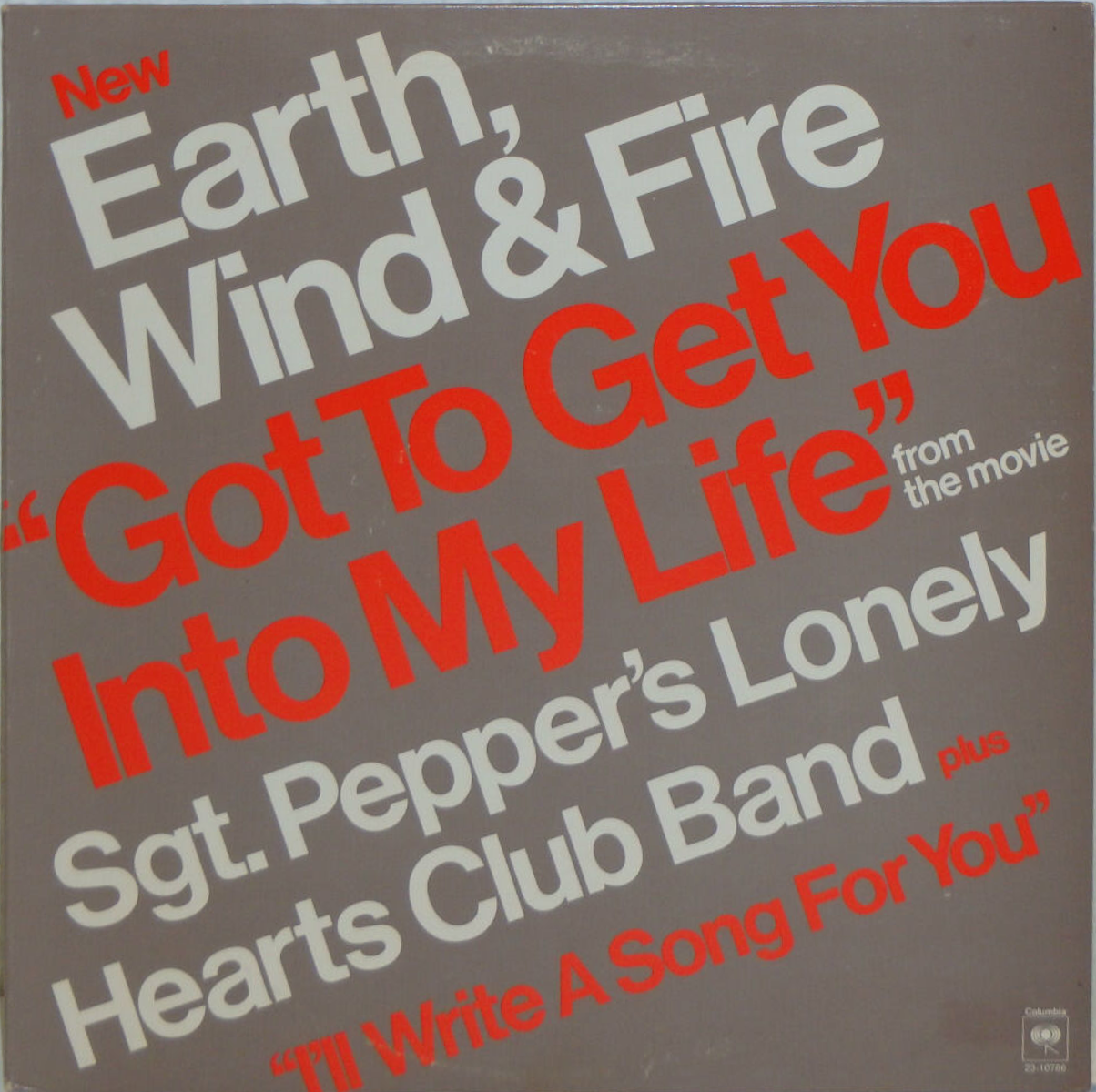
De single van Earth, Wind & Fire's versie

- Earth, Wind & Fire scoorde in 1978 een bescheiden hit met hun cover van het lied. McCartney vond deze versie beter dan het origineel.
- Chicago had het eveneens op het repertoire staan.
- Ali Campbell, (ex-)leadzanger van reggaeband UB40, nam het op voor zijn soloalbum Great British Songs dat in 2010 uitkwam als eerbetoon aan de Britse popmuziek waarmee hij is opgegroeid.